# 啞鈴

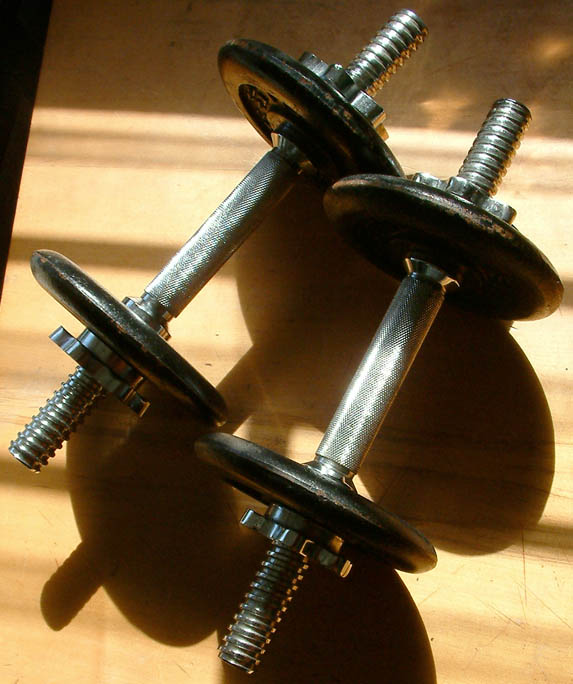
兩個啞鈴

啞鈴，原本是古希臘跳遠競賽中一種為增加反作用力而設的手握器材，發展至今演變成為一種舉重及負重訓練器材。
「啞鈴」一詞由英語的「dumb（啞）」和「bell（鈴）」組成，這是因為啞鈴最初的設計與鈴相似，但不能發聲，故稱之為「啞」鈴。
早期啞鈴通常以十磅以下的石頭或金屬製成，發展至十三世紀，啞鈴演變成在一個短柄的兩端安裝上鐵球的形狀。到了今天，啞鈴中間的手柄可以是橫槓，兩側的負重部分通常為圓盤形的金屬塊，在健身房內備有不同重量的啞鈴供健身者依需求取用，有些啞鈴如槓鈴一樣可以增減金屬塊以調整負重。

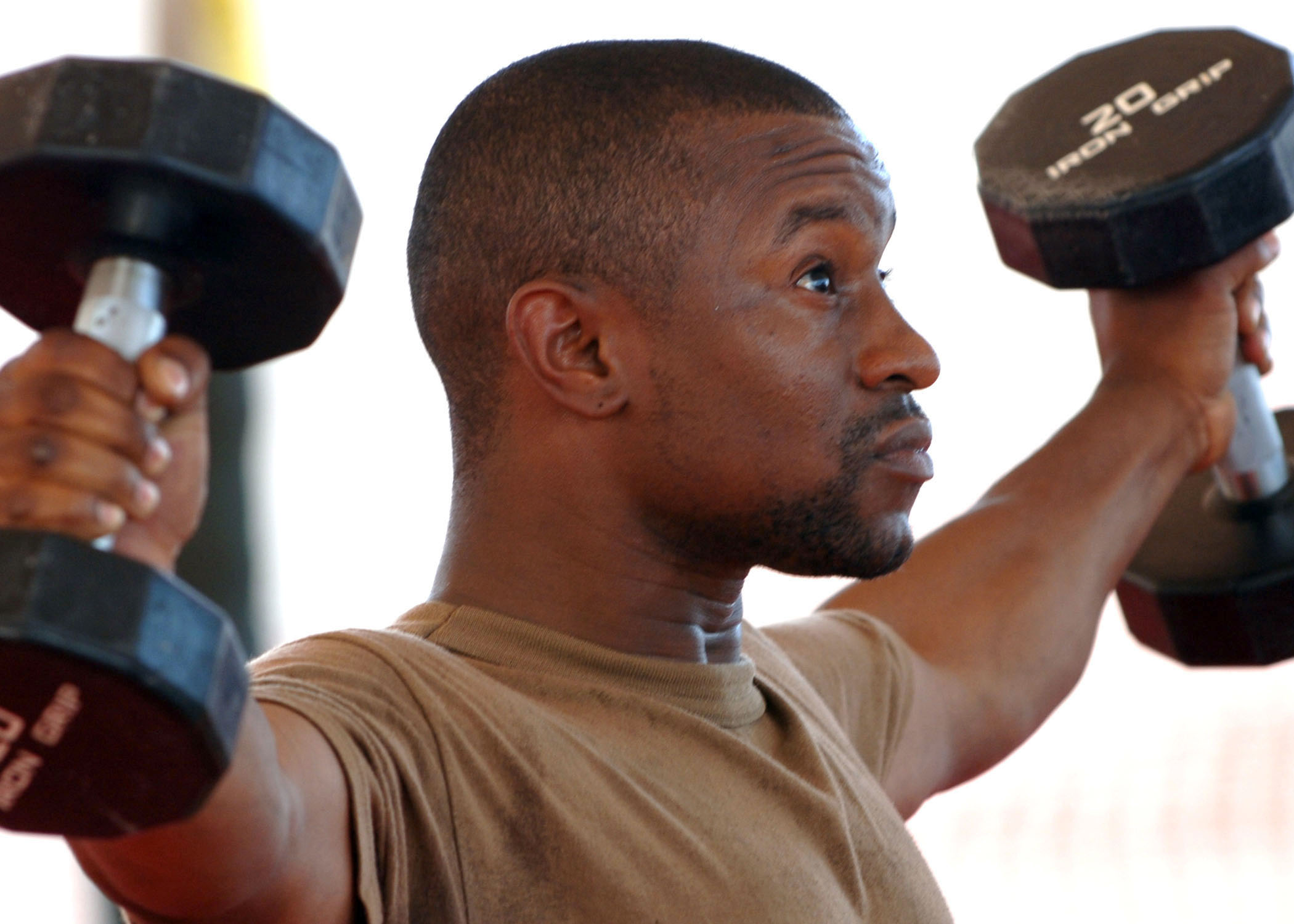

意大利西西里广场上有手持铁饼或哑铃的女性的古代马赛克壁画，這顯示啞鈴的歷史可追溯至公元三世紀前後。

## 型態流變
從公元前三世紀起，啞鈴除了材質的轉變、槓片形狀的轉變外，也衍伸出幾種不同型態，常見有傳統啞鈴塔、組合式啞鈴、以及可調式啞鈴。
傳統啞鈴塔由各種不同重量、獨立的啞鈴組成，堆放於特製的啞鈴架上，重量變化較為全面；組合式啞鈴則以槓心、槓片、螺帽等部分組成，每次使用時依不同重量需求由使用者自行鎖上；可調式啞鈴則指一組啞鈴，藉由快扣裝置，方便使用者在幾個重量間切換，可調式啞鈴的變化範圍大多介於1公斤～15公斤以內。

## 常用的哑铃健身法

### 基础训练
- 哑铃弯举：身体直立，双臂伸直紧贴躯干。以肘关节为轴，手握哑铃屈臂上举。锻炼肱二头肌。
- 托臂单手托举：坐姿，双腿分开，单手持哑铃于大腿内侧，单臂伸直。以肘关节为轴，手握哑铃屈臂上举。
- 颈后双手哑铃臂屈伸：坐姿，双手共持同一个哑铃于脑后。保持上身直立，肱三头肌用力使手臂在头上伸直把哑铃举起。
- 身后哑铃臂屈伸：站姿，上体直立，手握哑铃，双上臂在体侧尽量向后向上伸展，前臂向后抬起直到与上臂呈一直线。
- 俯立体侧双手哑铃臂屈伸：站姿，上体向前倾斜，手握哑铃在体侧。由上臂发力带动前臂向后向上抬起至水平。
- 俯身哑铃划船：
- 俯立单手划船：
- 俯立飞鸟：
- 深蹲起：双手持哑铃位于体侧，胳膊伸直。深蹲然后站立。
- 半蹲起：双手持哑铃位于体侧，胳膊伸直。下蹲至大腿与地面平行。
- 正弓步蹲起：双手持哑铃位于体侧，胳膊伸直。下蹲至前面的大腿与地面平行。
- 侧弓步蹲起：双手持哑铃位于体侧，胳膊伸直。下蹲至一侧的大腿与地面平行，另一侧腿伸直滑出。
- 肩部
  - 坐姿哑铃推举：肘部弯曲，双手各持哑铃与肩部平齐。然后肩部用力，胳膊伸直把哑铃举至头上
  - 站姿侧平举：双手各持哑铃，垂于体侧。肩部用力，两臂伸直从侧面把哑铃拉至水平。
  - 站姿前平举：双手各持哑铃，垂于体侧。三角肌用力，两臂伸直向上向前把哑铃拉至水平
  - 俯立侧平举：弯腰使上身与地面平行。肩的后部发力，双手各持哑铃向外向上拉至水平。
- 腹部
  - 仰卧举腿
  - 侧拉：站姿，单手握哑铃垂在体侧，另一只手在另一侧扶腰。躯干向负重的一侧倾斜，把哑铃往下放。然后在对侧腰部用力下把负重拉起来。

### 哑铃凳练习
- 哑铃平卧推举： 身体平卧在水平的凳子上。两手各持一个哑铃，两臂伸直至胸部的正上方。屈肘，肩部打开，慢慢把哑铃放下来。
- 哑铃下斜推举： 身体仰卧在下斜30度的凳子上。其他同哑铃平卧推举.
- 哑铃上斜推举： 身体仰卧在上斜30度的凳子上。其他同哑铃平卧推举.
- 哑铃平卧飞鸟： 身体平卧在水平的凳子上。两手各持一个哑铃，胳膊向左右方向水平伸开。胸部用力把胳膊慢慢呈弧形拉起至垂直位置，再原路返回。
- 哑铃头后拉举：  身体平卧在稍微上斜的凳子上。双手共持同一个哑铃，双臂伸直呈水平状态与躯干处在同一直线上。胸部用力，双臂慢慢呈弧形拉起至垂直位置，再原路返回慢慢恢复至双臂伸直呈水平。
- 仰卧举腿：上半身平躺在凳子上，双脚夹住一个哑铃，双腿斜向下伸展。腹部肌肉发力，把双腿拉起来至大腿与躯干成90度角。
- 哑铃坐姿伸膝：双脚夹住一个哑铃，大腿用力使小腿向前向外伸直。
- 俯卧腿弯举：俯卧在凳上，双脚夹住一个哑铃。大腿后侧用力使得小腿举起来至与地面垂直。